# Homberg-Bracht-Bellscheidt
Homberg-Bracht-Bellscheidt war bis 1967 eine Gemeinde im Kreis Düsseldorf-Mettmann in Nordrhein-Westfalen. Das Gebiet der ehemaligen Gemeinde gehört heute zur Stadt Ratingen im Kreis Mettmann.

## Geographie und Geschichte
Seit den 1840er Jahren bestand im Landkreis Düsseldorf die Landgemeinde Homberg-Bracht-Bellscheidt. Sie gehörte zur Bürgermeisterei Eckamp und bestand aus den drei alten bergischen Honnschaften Homberg, Bracht und Bellscheidt. Die Gemeinde bestand bis auf das Kirchdorf Homberg ausschließlich aus Einzelhöfen.
Seit 1930 gehörte die Gemeinde zum Amt Ratingen-Land, das seit 1950 Amt Angerland hieß.
Zum 1. April 1967 wurde die Gemeinde mit der Nachbargemeinde Meiersberg zur neuen Gemeinde Homberg-Meiersberg zusammengeschlossen. Homberg-Meiersberg wiederum wurde durch das Düsseldorf-Gesetz am 1. Januar 1975 auf die Städte Ratingen, Heiligenhaus und Mettmann aufgeteilt. Das Gebiet der alten Gemeinde Homberg-Bracht-Bellscheidt fiel dabei fast vollständig an Ratingen.

## Einwohnerentwicklung
| Jahr | Einwohner | Quelle |
| ---- | --------- | ------ |
| 1835 | 871       | [ 2 ]  |
| 1864 | 948       | [ 3 ]  |
| 1885 | 904       | [ 4 ]  |
| 1910 | 1010      | [ 5 ]  |
| 1939 | 952       | [ 6 ]  |